# سیرون، اندر
سیرون، اندر (به فرانسوی: Ciron) یک کمون در فرانسه است که در اندر واقع شده‌است. سیرون ۵۷٫۹۴ کیلومتر مربع مساحت و ۵۲۰ نفر جمعیت دارد و ۱۰۱ متر بالاتر از سطح دریا واقع شده‌است.